# Kapitia
Kapitia là một chi nhện trong họ Oonopidae.